# Kord (broń)

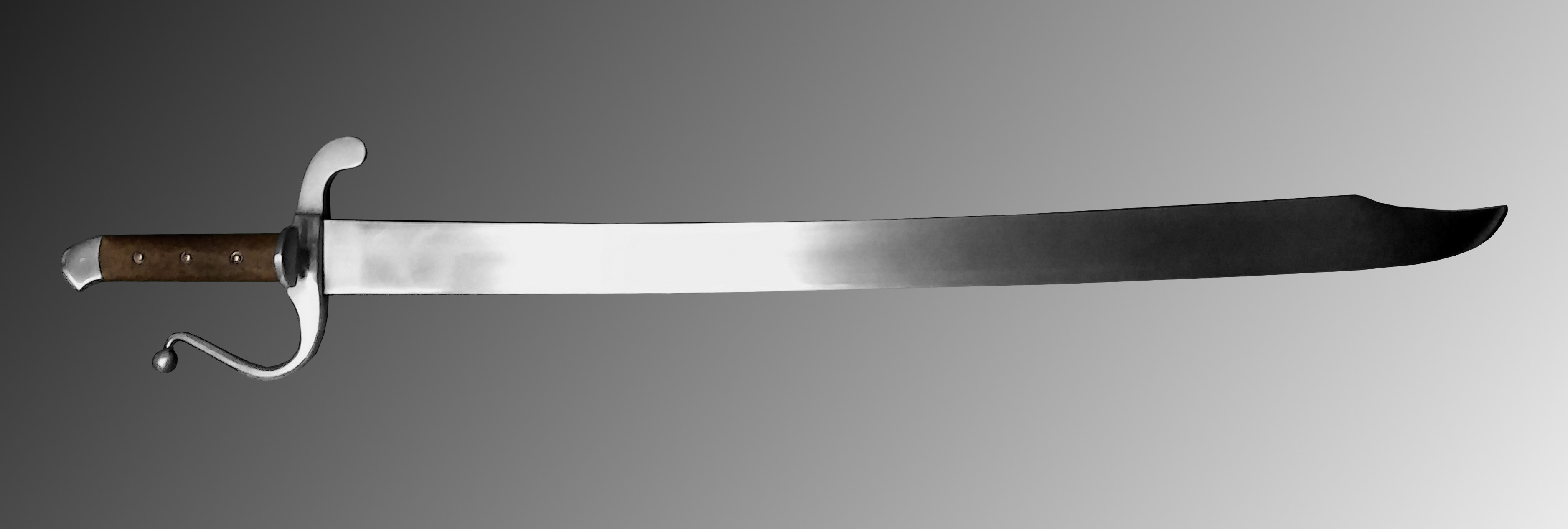
Kord z XV w. (replika)

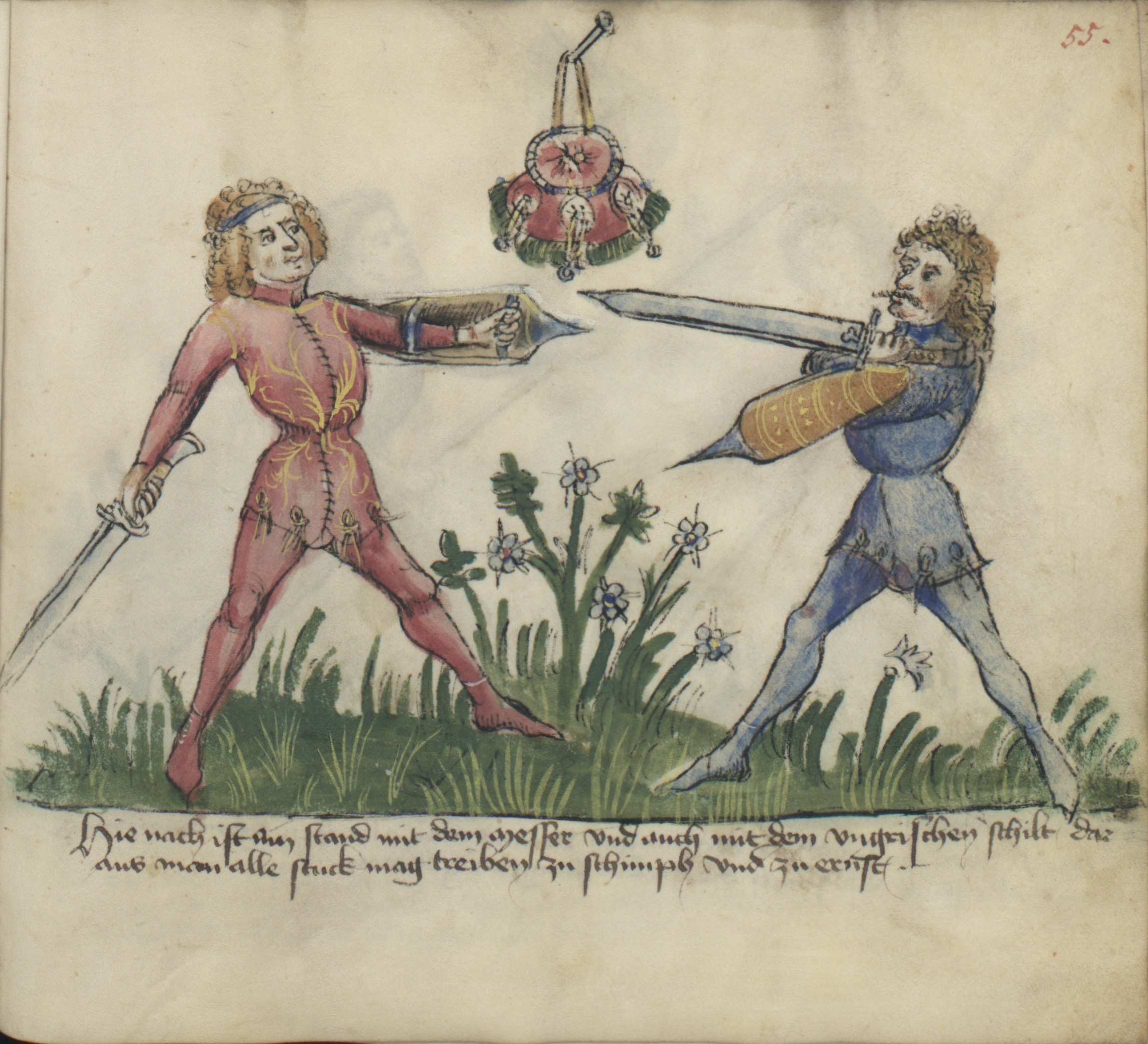
Pojedynek przy użyciu kordów, Gladiatoria fechtbuch, ok. 1435 r.

Kord – sieczna broń biała popularna wśród uboższych warstw społecznych w średniowieczu i nowożytności. Pierwotnie rodzaj długiego noża lub puginału, który wyewoluował do formy pokrewnej szabli lub tasakowi.

## Charakterystyka
Kord był bronią składającą się z jednosiecznej, prostej lub lekko zakrzywionej głowni osadzonej w otwartej rękojeści z okładzinami nitowanymi poprzecznie. Niekiedy wyposażany w dodatkową poprzeczną wypustkę na jelcu.

## W języku polskim
Dawniej w języku polskim mianem korda określano ogół bocznej broni siecznej, zarówno w literaturze jak i w inwentarzach, co może wprowadzać w błąd przy próbie identyfikacji konkretnego rodzaju broni bazując na historycznych przekazach.